# منتخب تونغا للكريكت
منتخب تونغا للكريكت (بالإنجليزية: Tonga national cricket team)‏ هو ممثل تونغا الرسمي في المنافسات الدولية في الكريكت .